# 塞莱比-皮奎

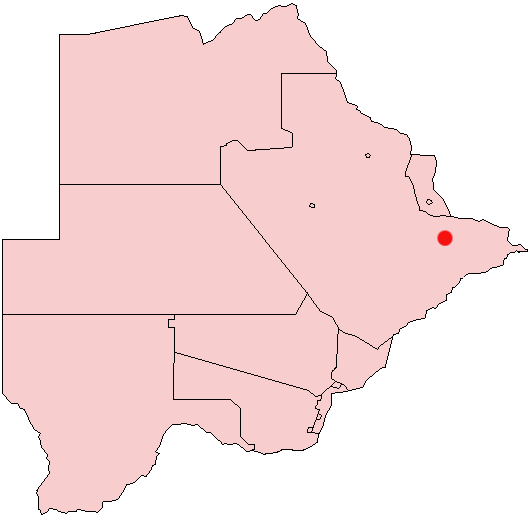
塞莱比-皮奎在博茨瓦纳的位置

塞莱比-皮奎是博茨瓦纳的第四大城市，位于该国东北部，人口53,500。当地在1973年开始了镍矿开采，并成为了当地的主要活动。